# Polycyrtus xanthopus
Polycyrtus xanthopus är en stekelart som först beskrevs av Brulle 1846.  Polycyrtus xanthopus ingår i släktet Polycyrtus och familjen brokparasitsteklar. Inga underarter finns listade i Catalogue of Life.